# Fernand Jetté
Fernand Jetté OMI (* 13. Dezember 1921 in Sainte-Rose (heute ein Stadtteil von Laval (Québec) nahe Montreal); † 6. November 2000 in Ottawa) war ein kanadischer Oblate der Makellosen Jungfrau Maria und Generaloberer seiner Kongregation.
Fernand Jetté trat 1940 in das Noviziat ein und legte 1941 die ersten Gelübde in der Ordensgemeinschaft der Oblaten ab. Am 8. September 1944 folgten die ewigen Gelübde, bevor er am 20. Dezember 1947 die Priesterweihe empfing. Er lehrte Missiologie an der Universität Ottawa und an der Saint Paul University. 1972 wurde er zum Generalvikar der Kongregation der Oblaten gewählt und bereits zwei Jahre später folgte er Richard Hanley in das Amt des Generaloberen, der auf sein Amt verzichtet hatte. Er absolvierte zwei Amtszeiten als Generaloberer. In seine Amtszeit fiel die Seligsprechung des Ordensstifters, des hl. Eugen von Mazenod und die nachkonziliare Überarbeitung der Satzungen und Regeln. Er starb in Ottawa nach Jahren der Krankheit am 6. November 2000. 